# Du, som har tændt millioner af stjerner
Du, som har tændt millioner af stjerner er en dansk aftensang fra 1981 med tekst af Johannes Johansen og melodi af Erik Sommer.
Sangen blev skrevet til FDFs landslejr i 1981 og fik enkelte tekstrettelser i 1982. 
Erik Sommer havde fået i opdrag at skrive to aftensalmer til landslejren, og salmedigterne Holger Lissner og Johannes Johansen skulle skrive teksterne.
Teksten fra Lissners hånd kom hurtigt, og Sommer skrev melodien til Nu går solen sin vej som salmen kom til at hedde.
Johansen havde dog nær glemt at skrive sin tekst, og da FDF-ledelsen rykkede for den, skrev han den hurtigt ned. 
Da teksten kom til Sommer, havde han blot én dag til at skrive melodien.
Teksten har 5 strofer med hver 4 verselinjer og det anvendte rimskema er AbAb.[kilde mangler]
Den blev optaget i Den Danske Salmebog i 2002 og i 18. udgave (2006) af Højskolesangbogen.
Den er nu nummer 787 i Den Danske Salmebog i afsnittet "Menneskelivet - Aften" og nummer 591 i Højskolesangbogens 19. udgave (2020).
Også i Efterskolesangbogen er sangen at finde. 
I første udgave fra 2016 var den som nummer 175 den sidste i bogen.
I anden udgave forekommer den også.
I begge udgave er den i afsnittet "Aften".
Sangen er blevet en af de mest almindelige begravelsessalmer.
Prins Henrik havde valgt sangen til sin egen bisættelse i Christiansborg Slotskirke.
Den blev sunget som den sidste fællessalme den 20. februar 2018.
Blandt udøvende kunstnere der har sunget sangen er Stine Bramsen. 
Hendes optagelse fra en koncert den 23. september 2018 i Koncerthuset er sammen med DR PigeKoret og Phillip Faber.
Andre indspilninger findes med blandt andre Jens-Christian Wandt,
Sct. Peders Koncertkor, Den Nye Salmetrio, Lene Siel, DR BørneKoret, Viborg Domkirkes Ungdomskor, Ravnsbjergkirkens Kor, Mejdal Kirkes Børnekor.
Phillip Faber sang sangen med eget klaverakkompagniment i tv-programmet Morgensang med Phillip Faber i foråret 2020.
En instrumentel jazzversion er indspillet af Martin Schack på klaver og Michael Olsen på tenorsaxofon.
Pianisten Rasmus Skov Borring har indspillet melodien til hans album Den danske Sang.
En anden indspillet klaverversion står Michael Bojesen for.
I 2018 kom sangen på en liste over de 100 populæreste sange fra Højskolesangbogen.